# Бердянская коса

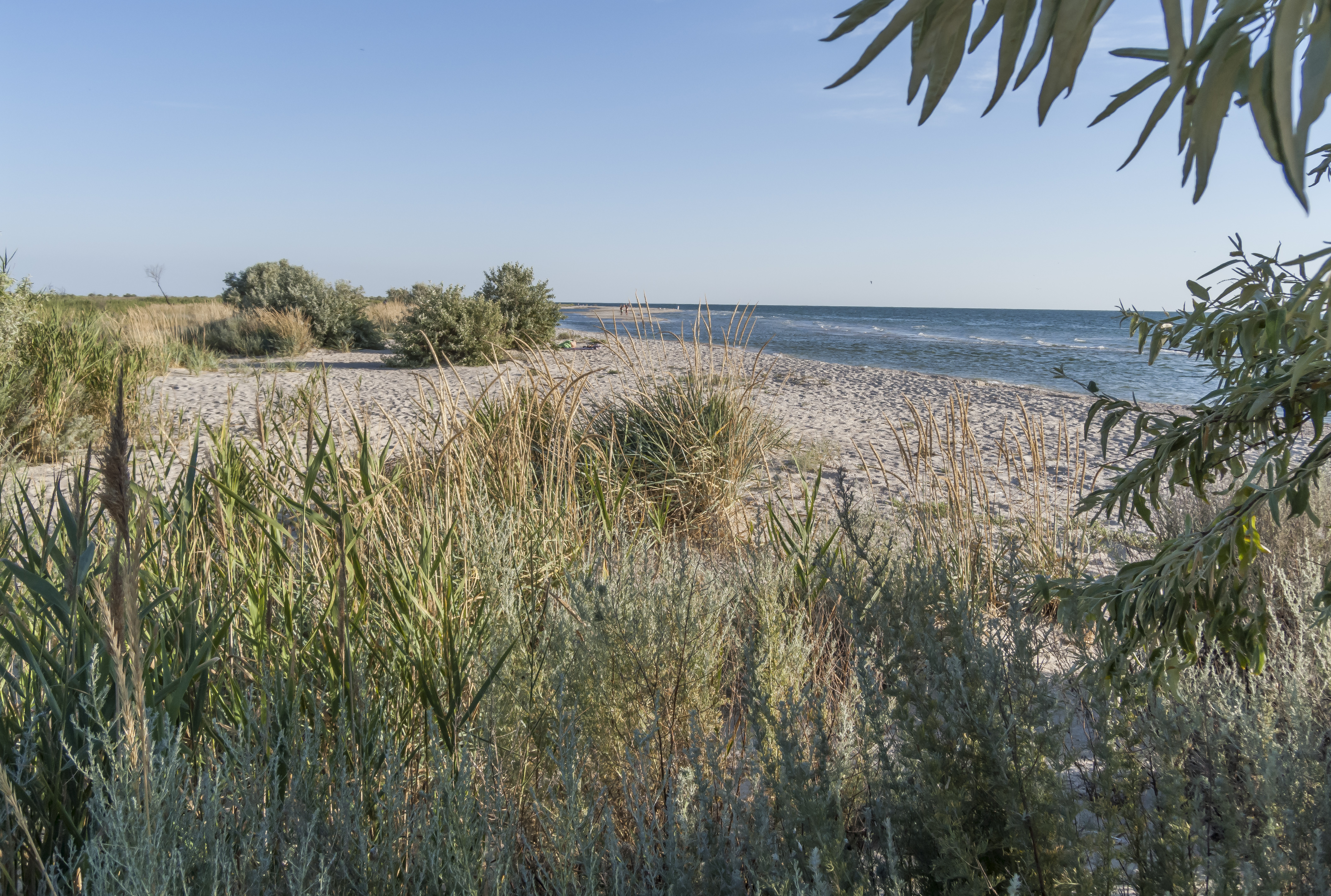
Бердянская коса

Бердя́нская коса́ (укр. Бердянська коса) расположена на севере Азовского моря, отделяя Бердянский залив от моря.
В настоящее время Бердянская коса находится в городской черте Бердянска. На Бердянской косе расположены 70 оздоровительных учреждений: 8 санаториев, 17 детских и спортивно-оздоровительных учреждений, 45 баз отдыха, пансионатов, которые могут одновременно принять до 15 тысяч человек.

## История
Самые ранние сведения о данной местности датируются V веком до н. э. Территория современного Северного Приазовья изображена на картах, составленным Страбоном, Плинием Старшим и Геродотом. В то время Бердянская коса носила название Агарский мыс (от Агрия — «избыточная», «изобильная»).
Правобережье Берды стало русским в 1783 году, после присоединения Крымского ханства к России. В 1827 году возле Бердянской косы основан город Бердянск, впоследствии расширившийся на территорию косы.

## Характеристика

### География
Своим возникновением коса обязана реке Берда, впадающей в море восточнее основания косы. Длина косы составляет 18 километров, а ширина варьируется от 40 метров до 2 километров. Площадь — около 7 км².

### Флора и фауна
Коса входит в состав Приазовского национального природного парка.
Растительный мир косы очень разнообразен. Здесь встречается более 350 видов высших растений, в том числе 30 эндемиков. Некоторые из них занесены в Красную книгу Украины (2009) (например, астрагал днепровский, катран понтийский).
Растительный покров литорального вала представлен растениями с мощными корнями (колосняк черноморский, тростник южный). К западу от зоны дюных песков характер растительного покрова меняется, где встречаются преимущественно представители степей (овсянница Беккера, житняк керченский, люцерна Котова), лугов (пырей удлинённый, осока удлинённая, прибрежница береговая), солончаков (солерос травянистый, сведа простёртая, кермек Мейера), приморских болот (клубнекамыш морской, сытник приморский).
Отличается разнообразием и здешний животный мир: насекомые, пресмыкающиеся, птицы, млекопитающие. Хотя коса довольно многолюдное место, на её территории живут зайцы, ежи, куницы, лисицы, ласки, степные коты.
На территории косы обитает большое количество птиц: куликов, лебедей, цапель, уток, сорок, чаек, бакланов, камышовок, и ещё больше их становится во время перелетов. Острова Большой и Малый Дзендзик, малые острова архипелага Астапиха — служат местом обитания птиц.
Разнообразна и ихтиофауна: в море обитает более 70 видов различных рыб, среди которых осётр, севрюга (на сегодняшний день осетровые в бассейне Азовского моря практически исчезли), камбала, пеленгас, кефаль, тюлька, хамса, тарань, шемая, пузанок, сельдь, игла, различные виды бычков. Ещё Азовское море называют морем моллюсков. Это важный источник питания рыб. Важнейшими представителями моллюсков являются сердцевидка, синдесмии, мидия. В прибрежных водах появляются дельфины.

### Территориальное деление
Существует условное деление косы на Ближнюю, Среднюю и Дальнюю.
Побережье моря от устья реки Берды до начала косы носит название «Верховая». Почти возле самого устья Берды в XVIII веке располагалась Петровская крепость. Вдоль моря лежат небольшие соленые озёра (Бердянский или Средний лиман, озера Круглое, Мазанковое, Красноперое, Длинное, Большое, Красное) и множество совершенно мелких. Солёность воды колеблется от 4-6 г/л в Сладком лимане до 130 г/л в Длинном озере (почти как в Мёртвом море). Лиманы являются источником лечебных грязей. Вся Верховая представляет собой песчаный пляж. В городской черте есть небольшой благоустроенный участок (пляж «Лазурный»). У самого основания косы (но ещё в пределах Верховой) расположен грязевый и климатический курорт «Бердянск». Верховая переходит в Ближнюю косу совершенно незаметно, приметой могут служить только корпуса и пляж санатория «Бердянск». Со стороны Бердянского залива (очень мелководного в этом месте) Ближняя коса образует излучину.
Ширина Ближней косы достигает 1-2 км. Со стороны открытого моря здесь расположен детский санаторий, а со стороны залива — детский оздоровительный лагерь «Гвоздика» и крупнейший на всей территории бывшего СССР аквапарк. От детского санатория вдоль моря (между морем и шоссе) тянется цепочка грязевых лиманов. Между лиманами и морем находится неблагоустроенный нудистский пляж. В конце цепочки лиманов Ближняя коса переходит в Среднюю.
Средняя часть Бердянской косы начинается от озера Красное и идёт до острова Большой Дзендзик. Средняя коса довольно узкая, с благоустроенными пляжами и базами отдыха. Частного сектора практически нет.
Дальняя коса начинается у острова Большой Дзендзик. Преимущественная застройка — базы отдыха и малоэтажный частный сектор. Здесь находится один из старейших маяков Азовского моря — Нижний Бердянский маяк, который указывает путь к Бердянскому порту уже более 160 лет.
Береговая линия косы со стороны открытого моря ровная, а со стороны Бердянского залива поначалу также ровная, но, начиная от окончания Средней косы, изрезана небольшими тёплыми бухтами.

### Транспорт
На Косу проложена автомобильная дорога с твёрдым покрытием. Маршрутные такси связывают косу с центром и разными районами Бердянска. На Средней косе со стороны Бердянского залива построена пристань.

## Памятник

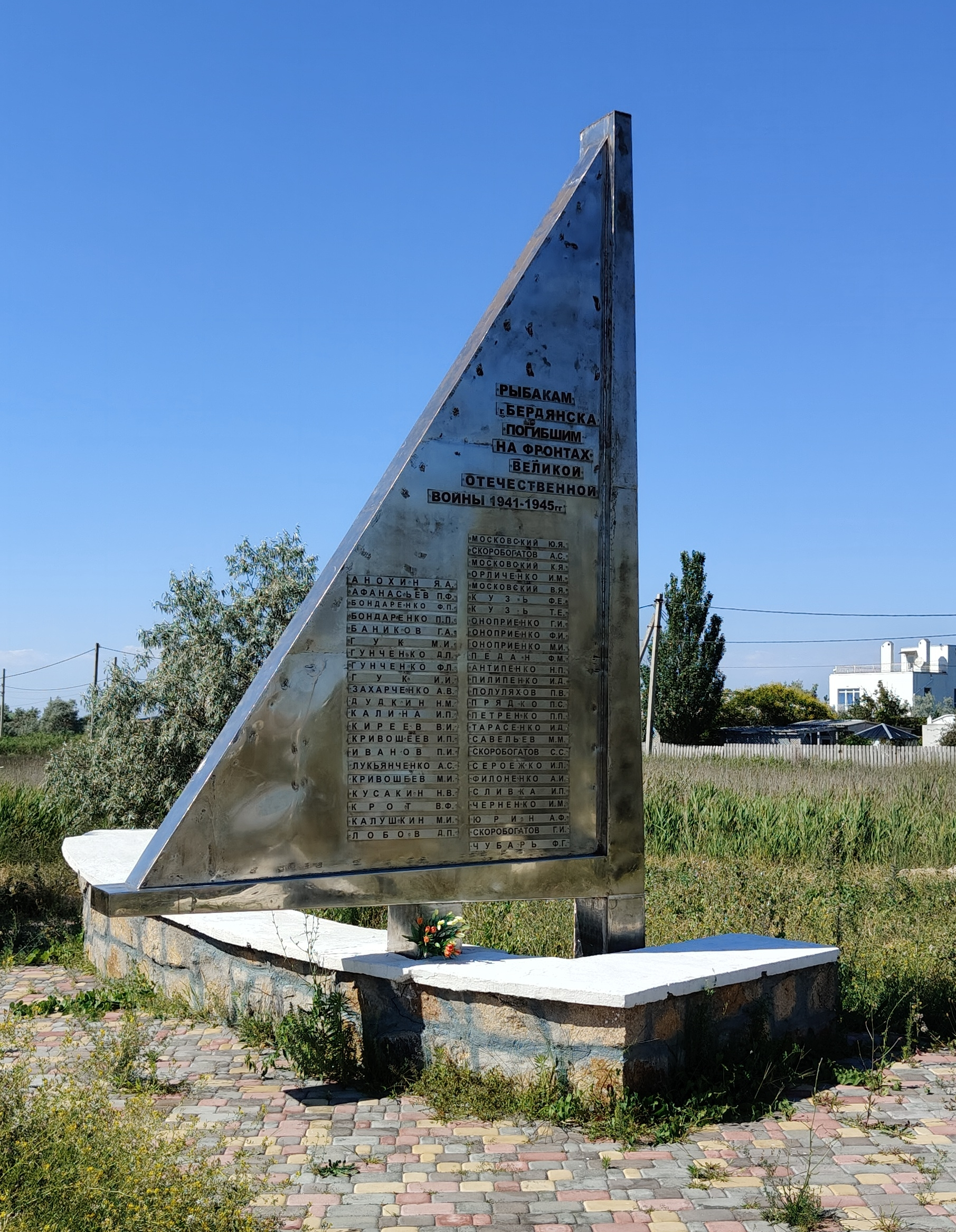
Памятник рыбакам Бердянска, погибшим в Великой Отечественной войне

На Дальней косе установлен памятник рыбакам Бердянска, погибшим на фронтах Великой Отечественной войны.